# Erwachsenenschule Šiauliai
Die Erwachsenenschule Šiauliai (lit. Šiaulių suaugusiųjų mokykla) war eine kommunale allgemeinbildende Schule und ein Gymnasium in der litauischen Stadt Šiauliai, an dem die Erwachsenenbildung angeboten wurde. An der speziellen Abteilung des Gymnasiums (Šiaulių suaugusiųjų mokyklos Šiaulių tardymo izoliatoriaus skyrius unter  	Trakų g. 10, LT-76286) lernten auch die Insassen der Justizvollzugsanstalt Šiauliai.

## Geschichte
Vom 1. September 1921 bis 1925 unterbrachte man die Erwachsenensekundarschule im Gebäude von Jungengymnasium Šiauliai. Von 1925 bis 1949 gab es ein Erwachsenengymnasium. 1950 wurde sie zur 2. Arbeitsjugend-Sekundarschule Šiauliai und 1964 zur 2. Abendmittelschule Šiauliai in Sowjetlitauen. 
Von 1991 bis 2012 gab es Erwachsenensekundarschule von Šiauliai. Im September 2019 gab es 39 Mitarbeiter. Im Schuljahr 2021/22 gab es 10 Absolventen der Hauptschulbildung (10. Klassen) und 21 Absolventen des Gymnasiums (Abiturienten). Am 31. August 2022 wurde die Schule reorganisiert, an das Saulėtekio-Gymnasium Šiauliai angeschlossen und aufgelöst. Im September 2022  zählten 95 Schüler in der Erwachsenenbildung und weitere 59 (Insassen von Untersuchungsgefängnis Šiauliai) befanden sich in der gymnasialen Saulėtekio-Abteilung.